# Гаафу-Дхаалу
Атолл Гаафу-Дхаалу (мальд. ހުވަދުއަތޮޅު ދެކުނުބުރި), или  атолл Южный Хувадху, — административная единица Мальдивских островов. Ей соответствует юго-западная часть природного атолла Хувадху. Административный центр атолла Гаафу-Дхаалу располагается на острове Тинадхоо.
Независимым путешественникам чтобы покинуть туристические зоны и посетить острова с постоянным местным населением, требуется специальное разрешение.
Внутренний аэропорт Каадедхоо располагается на одноимённом острове Каадедхоо.

## Административное деление
Хаа Алифу, Хаа Даалу, Шавийани, Ноону, Раа, Баа, Каафу, и т. д. являются буквенными обозначениями, присвоенными современным административным единицам Мальдивских островов. Они не являются собственными названиями атоллов, которые входят в состав этих административных единиц. Некоторые атоллы разделены между двумя административными единицами, в другие административные единицы входят два или более атоллов. Порядок буквенных обозначений идет с севера на юг по буквам алфавита тана, который используется в языке дивехи. Эти обозначения неточны с географической и культурной точки зрения, однако популярны среди туристов и иностранцев, прибывающих на Мальдивы. Они находят их более простыми и запоминающимися по сравнению с настоящими названиями атоллов на языке дивехи (кроме пары исключений, как, например, атолл Ари).

## Обитаемые острова
В состав атолла Гаафу-Дхаалу входят 9 островов, имеющих постоянное местное население: Фарес-Маатодаа, Фийоарее, Гаддхоо, Хоандеддхоо, Мадавели, Наделлаа, Ратафандхоо, Тинадхоо и Ваадхоо.

## История
Исторически атолл Хуваду являлся самоуправляющейся территорией. Он также обладал исключительной привилегией поднимать свой собственный флаг на своих судах и над резиденцией главы атолла.
В январе 1959 года 3 южных атолла: Хувадху, Фувахмулах и Адду, были вовлечены в создание сепаратистской Объединённой республики Сувадиве, просуществовавшей до сентября 1963 года. Название этого образования было взято от древнего наименования атолла Хувадху — Сувадиве. На некоторых островах, в частности Гаддху, существовала оппозиция сепаратистским силам, лишь с помощью угроз и поджогов удалось усмирить им самопровозглашённой республике. Тинадхоо был сожжён солдатами, посланными премьер-министром Ибрахимом Насиром из Мале, в 1962 году и оставался потом в течение 4-х лет необитаемым.
В 2006 году министерство туризма Мальдив решило использовать остров Ватаваррехаа для развития туризма. Рассчитанный на 150 мест курорт стал первым на атолле Гаафу-Дхаалу.